# Europska vilina kosa
Europska vilina kosa (vražji štrik, čela trava, grinta, poponak, predenica, predence,vrdun zelje; lat. Cuscuta europaea), biljna vrsta iz roda viline kose (Cuscuta), porodica slakovke (Convolvulaceae), rasprostranjena po gotoco cijeloj Euroaziji i u Maroku, a uvezena je i u Alžir, Libiju, američku državu Maine i Novi Zeland.
U Hrvatskoj je smatraju za korov.
- C. europaea
- C. europaea na običnoj koprivi (Urtica dioica).
- C. europaea na običnoj koprivi (Urtica dioica).
- C. europaea, cvjetovi